# Imam el-Houari-moskee
De Imam el-Houari-moskee (Arabisch: سجد الامام الهواري) is een historische moskee in de stad Oran, in het westen van Algerije. De moskee staat ook bekend als de Bey Mohamed Othman Al Kabir-moskee naar Baba Mohammed ben-Osman, de dey van het Regentschap Algiers.